# ACME Newspictures
ACME Newspictures às vezes creditado como Acme News Photos foi uma agência de notícias que operou de 1923 a 1952.